# 聖道明聖殿 (佩魯賈)
聖道明聖殿（義大利語：Basilica di San Domenico）是位於義大利中部城市佩魯賈的一座教堂，是整個佩魯賈規模最大的宗教建築物。聖道明聖殿由喬凡尼·皮薩諾設計。